# Herne (mythologie)
Herne of: Herne the Hunter is een mythologisch wezen uit Engeland.
De oudste vermelding dateert uit 1597 en is afkomstig uit De vrolijke vrouwtjes van Windsor van Shakespeare:
There is an old tale goes, that Herne the Hunter
(sometime a keeper here in Windsor Forest)
Doth all the winter-time, at still midnight
Walk round about an oak, with great ragg'd horns;
And there he blasts the tree, and takes the cattle,
And makes milch-kine yield blood, and shakes a chain
In a most hideous and dreadful manner.
You have heard of such a spirit, and well you know
The superstitious idle-headed eld
Receiv'd, and did deliver to our age
This tale of Herne the Hunter for a truth.
— William Shakespeare, The Merry Wives of Windsor, 4e akte, 4e scène
Sommige geleerden, zoals R. Lowe Thompson, vergelijken Herne met de gehoornde Keltische god Cernunnos, anderen met de Germaanse Odin in de Wilde Jacht. Samuel Ireland, een schrijver uit de 18e eeuw, dacht, dat de figuur teruggaat op verhalen over een bestaand iemand uit de 15e of 16e eeuw, wiens overlijden met griezelige fantasieën omgeven is. Het zou bijvoorbeeld een misdadiger kunnen zijn geweest, die zelfmoord had gepleegd. De zielen van zelfmoordenaars zouden na hun dood blijven rondspoken.
Weer anderen geloven, dat Shakespeare deze Herne deels heeft verzonnen en deels heeft ontleend aan sprookjes die hij of zijn leeftijdgenoten als kind hoorden en dat er geen of nagenoeg geen verband bestaat met oude mythen van de Kelten of Angelsaksen uit het oude Engeland.
Herne zou volgens spookverhalen uit de 17e- 19e eeuw in de winter 's nachts rondwaren bij een bepaalde, grote eikenboom. Een in 1796 gevelde eik nabij Frogmore, een in 1863 opgeblazen eik in diezelfde omgeving en een in 1906 gevelde, en meteen door een nieuw exemplaar vervangen eik hadden of hebben de naam Herne's Oak.
William Harrison Ainsworth laat Herne in zijn, toen veel gelezen boek Windsor Castle, uit 1840 voorkomen.
Daarna verschijnt de figuur, al dan niet in aangepaste vorm, in talrijke romans, gedichten, opera's, films en stripverhalen. In de tv-serie uit 1984 over Robin Hood bijvoorbeeld, komt Herne diverse malen voor als een soort natuurgeest met het uiterlijk van een man gekleed in een gewaad van hertenhuid en takken met de kop en het gewei van een mannetjeshert op zijn hoofd.